# You Don't Bring Me Flowers
"You Don't Bring Me Flowers" is een nummer van de Amerikaanse artiesten Barbra Streisand en Neil Diamond. Het nummer werd uitgebracht op Streisands verzamelalbum Barbra Streisand's Greatest Hits Volume 2 en Diamonds album You Don't Bring Me Flowers uit 1978. Op 17 oktober van dat jaar werd het nummer uitgebracht als single.

## Achtergrond
"You Don't Bring Me Flowers" is geschreven door Diamond met Alan en Marilyn Bergman voor de dagelijkse sitcom All That Glitters. Het zou oorspronkelijk het introductienummer worden, maar bedenker Norman Lear veranderde het concept van de show en het nummer was niet langer relevant. Diamond breidde het nummer uit van 45 seconden naar 3:17 minuten, met langere instrumentale secties en een extra couplet. Deze versie van het nummer werd in 1977 door Diamond uitgebracht op zijn album I'm Glad You're Here with Me Tonight.
In 1978 werd "You Don't Bring Me Flowers" gecoverd door Barbra Streisand op haar album Songbird. De opnamen van Diamond en Streisand werden allebei populair, en Gary Guthrie, de programmadirecteur van een lokaal radiostation in Louisville, maakte een mix waarbij de vocalen van de twee werden samengevoegd als cadeau aan zijn vrouw, van wie hij net gescheiden was. Naar aanleiding van deze bewerking maakten diverse radio-dj's hun eigen duet van het nummer; een aantal versies werden zelfs zo populair dat deze nog jaren na de officiële uitgave van het duet door de luisteraars werden aangevraagd.
De duetversies van "You Don't Bring Me Flowers" werden zo populair dat het publiek vroeg om een officiële release van het nummer. Guthrie stuurde zijn versie naar CBS, en een week later gingen zowel Streisand als Diamond akkoord met de uitgave van het nummer. Zij namen echter zelf een nieuwe "officiële" studioversie op die uitgebracht zou worden. Het duet werd een grote hit en behaalde de nummer 1-positie in zowel de Amerikaanse Billboard Hot 100 als in de Canadese hitlijst. In het Verenigd Koninkrijk behaalde het de vijfde positie. In Nederland kwam het respectievelijk tot de vijftiende en veertiende plaats in de Top 40 en de Nationale Hitparade, terwijl in Vlaanderen de zeventiende plaats in de voorloper van de Ultratop 50 werd behaald. Diamond en Streisand hadden plannen om een film gebaseerd op het duet te maken, maar deze werden afgeblazen toen Diamond de hoofdrol in de film The Jazz Singer kreeg.

## Hitnoteringen

### Nederlandse Top 40
| Hitnotering: 09-12-1978 t/m 20-01-1979 | Hitnotering: 09-12-1978 t/m 20-01-1979 | Hitnotering: 09-12-1978 t/m 20-01-1979 | Hitnotering: 09-12-1978 t/m 20-01-1979 | Hitnotering: 09-12-1978 t/m 20-01-1979 | Hitnotering: 09-12-1978 t/m 20-01-1979 | Hitnotering: 09-12-1978 t/m 20-01-1979 | Hitnotering: 09-12-1978 t/m 20-01-1979 |
| Week                                   | 1                                      | 2                                      | 3                                      | 4                                      | 5                                      | 6                                      |                                        |
| -------------------------------------- | -------------------------------------- | -------------------------------------- | -------------------------------------- | -------------------------------------- | -------------------------------------- | -------------------------------------- | -------------------------------------- |
| Positie                                | 24                                     | 16                                     | 15                                     | 16                                     | 26                                     | 39                                     | uit                                    |

### Nationale Hitparade
| Hitnotering: 09-12-1978 t/m 27-01-1979 | Hitnotering: 09-12-1978 t/m 27-01-1979 | Hitnotering: 09-12-1978 t/m 27-01-1979 | Hitnotering: 09-12-1978 t/m 27-01-1979 | Hitnotering: 09-12-1978 t/m 27-01-1979 | Hitnotering: 09-12-1978 t/m 27-01-1979 | Hitnotering: 09-12-1978 t/m 27-01-1979 | Hitnotering: 09-12-1978 t/m 27-01-1979 | Hitnotering: 09-12-1978 t/m 27-01-1979 | Hitnotering: 09-12-1978 t/m 27-01-1979 |
| Week                                   | 1                                      | 2                                      | 3                                      | 4                                      | 5                                      | 6                                      | 7                                      | 8                                      |                                        |
| -------------------------------------- | -------------------------------------- | -------------------------------------- | -------------------------------------- | -------------------------------------- | -------------------------------------- | -------------------------------------- | -------------------------------------- | -------------------------------------- | -------------------------------------- |
| Positie                                | 42                                     | 14                                     | 17                                     | 20                                     | 18                                     | 26                                     | 26                                     | 33                                     | uit                                    |

### NPO Radio 2 Top 2000
| Nummer met noteringen in de NPO Radio 2 Top 2000 | '99 | '00 | '01 | '02  | '03  | '04  | '05  | '06 | '07  | '08  | '09  | '10  | '11  | '12  | '13  | '14  | '15  | '16  | '17  | '18  | '19  | '20  |
| ------------------------------------------------ | --- | --- | --- | ---- | ---- | ---- | ---- | --- | ---- | ---- | ---- | ---- | ---- | ---- | ---- | ---- | ---- | ---- | ---- | ---- | ---- | ---- |
| You Don't Bring Me Flowers                       | 619 | 685 | 427 | 1665 | 1793 | 1321 | 1243 | 987 | 1347 | 1188 | 1355 | 1216 | 1714 | 1779 | 1381 | 1269 | 1654 | 1532 | 1530 | 1948 | 1986 | 1924 |

1. ↑  Een vetgedrukt getal geeft de hoogste notering aan.
2. ↑  Deze tabel is bijgewerkt tot en met de laatste editie (2024).